# دولار كندي
الدولار الكندي (العلامة: $؛ الرمز: CAD) هو عملة كندية. وبدءًا من 2012، احتل الدولار الكندي المرتبة السادسة بين العملات الأكثر تداولاً في العالم. يشار إليه اختصارًا بعلامة الدولار $، أو C$ لتمييزه عن العملات الأخرى المسماة بالدولار. وينقسم إلى 100 سنت ويرمز للسنت بـ ¢ .

## من الجنيه الكندي إلى الدولار الكندي
في عام 1841، اعتمدت مقاطعة كندا نظامًا جديدًا يستند إلى تصنيف هاليفاكس. وقد كان الجنيه الكندي الجديد يساوي أربعة دولارات أمريكية (92.88 حبة من حبوب الذهب)، مما يجعل الجنيه الإسترليني الواحد يساوي جنيه و4 شلنات و4 بنسات كندية. وبذلك، كانت قيمة الجنيه الكندي الجديد تبلغ 16 شلنًا و5.3 بنسًا.

سعر الدولار الكندي باليورو منذ عام 1999.

كانت خمسينيات القرن العشرين عقدًا من الجدل حول اعتماد النظام النقدي الإسترليني، أم النظام النقدي العشري القائم على الدولار الأمريكي. كان السكان المحليون، لأسباب عملية تتعلق بالتجارة المتزايدة مع الولايات المتحدة المجاورة، يرغبون في تشبيه عملتهم الاستعمارية بالوحدة الأمريكية، ولكن السلطات الإمبراطورية في لندن ما زالت تفضل الإسترليني كعملة وحيدة في جميع أنحاء الإمبراطورية البريطانية. في عام 1851، أقر المجلس التشريعي والجمعية التشريعية قانونًا لأغراض استحداث وحدة الجنيه الإسترليني بجانب العملة العشرية الصغيرة. وقد تمحورت الفكرة حول مساواة العملات النقدية العشرية مع المبلغ المحدد فيما يتعلق بالعملة الصغيرة من الدولار الأمريكي.
وكحل وسط، ففي عام 1853 أدخل أحد قوانين المجلس التشريعي والجمعية التشريعية لمقاطعة كندا معيار الذهب في المستعمرة، استنادًا إلى كل من الجنيه الذهبي البريطاني والقطع النقدية الذهبية الأمريكية التي تحمل رمز النسر. وتم إدخال معيار الذهب هذا مع الجنيه الذهبي البريطاني لتصبح العملة الرسمية هي £1 = $US4.862⁄3. ولم يتم تقديم أية عملات نقدية بموجب قانون عام 1853. وأصبحت العملة الإسترلينية هي العملة الرسمية وتم سحب جميع العملات الفضية الأخرى من التداول. وقد سمحت الحكومة البريطانية من حيث المبدأ بتداول العملات العشرية ولكنها لم تفقد الأمل أبدًا في اختيار الوحدة الإسترلينية واعتبارها «ملكية». ومع ذلك، ففي عام 1857، تم اتخاذ القرار بشأن بدء العمل بالعملة النقدية العشرية في مقاطعة كندا بجانب وحدة الدولار الأمريكي. ولذلك، فعندما بدأ العمل بالعملات النقدية العشرية الجديدة عام 1858، أصبحت عملة المستعمرة موازية لعملة الدولار، على الرغم من استمرار الجنيه الذهبي البريطاني كعملة رسمية بمعدل £1 = 4.862⁄3 حتى تسعينيات القرن العشرين. وفي عام 1859، تم إصدار طوابع بريدية للمستعمرة الكندية بفئات عشرية للمرة الأولى.
في عام 1861، اتبعت مستعمرات نيو برونزويك ونوفا سكوشا مستعمرة كندا في اعتماد النظام العشري استنادًا إلى وحدة الدولار الأمريكي. وفي العالم التالي، تم إصدار طوابع بريدية للمستعمرة الكندية بالفئات التي تظهر على الدولارات أو السنتات.
اتبعت نيوفاوندلاند النظام العشري عام 1865، ولكن على عكس مقاطعة كندا، ونيو برونزويك، ونوفا سكوشا، فقد قررت اعتماد وحدة قائمة على الدولار الإسباني بدلاً من الدولار الأمريكي، وكان هناك اختلاف بسيط بين هاتين الوحدتين. تم إصدار الدولار الأمريكي في عام 1792 بناءً على متوسط وزن مجموعة مختارة من الدولارات الإسبانية المتآكلة. وعلى هذا النحو، زادت قيمة الدولار الإسباني قليلاً عن الدولار الأمريكي، وبالمثل، زادت قيمة الدولار في نيوفاوندلاند، عندما كان موجودًا، قليلاً عن الدولار في المستعمرة الكندية.
في عام 1867، اتحدت مستعمرة كندا، ونيو برونزويك، ونوفا سكوشا في اتحاد يسمى سيادة كندا وتم دمج العملات الثلاثة في الدولار الكندي.

## تاريخيًا
مثّلت خمسينيات القرن العشرين في كندا عقدًا من النقاشات التي دارت حول اعتماد النظام النقدي الاسترليني أو النظام النقدي العشري على أساس الدولار الأمريكي. رغبت المقاطعات البريطانية في أمريكا الشمالية، لأسباب عملية مرتبطة بزيادة التجارة مع الولايات المتحدة المجاورة، بضم عملاتها إلى العملة الأمريكية، إلا أن السلطات الإمبراطورية في لندن كانت تفضل النظام الاسترليني باعتباره العملة الوحيدة في جميع أنحاء الإمبراطورية البريطانية. مع ذلك، اعتمدت المقاطعات البريطانية في أمريكا الشمالية عملات مرتبطة بالدولار الأمريكي.

### مقاطعة كندا
في عام 1841، اعتمدت مقاطعة كندا نظامًا جديدًا يستند إلى تصنيف هاليفاكس. كان الجنيه الكندي الجديد يكافئ أربعة دولارات أمريكية (92.88 من حبوب الذهب)، الأمر الذي جعل الجنيه الاسترليني الواحد يساوي باوندًا واحدًا و4 شلنات و4 بنسات كندية. فأصبح الجنيه الكندي الجديد يساوي 16 شلنًا و5.3 بنسًا إسترلينيًا.
في عام 1851، أصدر برلمان مقاطعة كندا قانونًا يهدف لضم الجنيه الاسترليني بالتعاون مع التقسيم العشري. تمثلت الفكرة الرئيسية بأن تتساوى العملات النقدية العشرية مع القدر ذاته من العملة الصغيرة للدولار الأمريكي.
ردًا على المخاوف البريطانية، وفي عام 1853، استحدث قانون صادر عن برلمان مقاطعة كندا معيار الذهب في المستعمرة، وذلك استنادًا لعملة السوفرن الذهبي البريطانية وعملات النسر الذهبي الأمريكية. استُحدث هذا المعيار من الذهب باعتبار السوفرن الذهبي عملة قانونية يكافئ فيها اليورو نحو 4.86 جنيه إسترليني. لم ينص قانون عام 1853 على أي سك للعملات. سمحت الحكومة البريطانية مبدئيًا بعملة عشرية على الرغم من عقد الآمال بأن يجري اختيار وحدة الاسترليني بصفتها «الملكية». مع ذلك، في عام 1857، جرى اتخاذ قرار لإدخال عملة عشرية في مقاطعة كندا بالاقتران مع وحدة الدولار الأمريكي. لاحقًا، عندما أُدخلت العملات النقدية العشرية الجديدة في عام 1858، أصبحت عملة المستعمرة متوافقة مع العملة الأمريكية، على الرغم من استمرار العمل بالسوفرن الذهبي البريطاني عملة قانونية يكافئ فيها اليورو نحو 4.86 جنيه إسترليني حتى تسعينيات القرن العشرين. في عام 1859، جرى إصدار طوابع البريد الاستعمارية الكندية مصحوبة بالفئات العشرية لأول مرة. في عام 1861، أُصدرت الطوابع البريدية الكندية مصحوبة بفئات الدولار والسنت.

### نيو برونزويك ونوفا سكوشيا
في عام 1860، حذت مستعمرات نيو برونزويك ونوفا سكوشيا حذو مقاطعة كندا واعتمدت نظامًا عشريًا يستند إلى وحدة الدولار الأمريكي.

### نيوفندلاند
اعتمدت نيوفندلاند النظام العشري في عام 1865، وخلافًا لمقاطعات كندا ونيو برونزويك ونوفا سكوشيا، قررت اعتماد وحدة على أساس الدولار الإسباني عوضًا عن الدولار الأمريكي، مع وجود فارق ضئيل بين هاتين الوحدتين. استُحدث الدولار الأمريكي في عام 1792 على أساس متوسط وزن مجموعة مختارة من الدولارات الإسبانية البالية. على هذا النحو، تجاوزت قيمة الدولار الإسباني الدولار الأمريكي بفارق ضئيل، وعلى نحو مماثل، وحتى عام 1895، تجاوزت قيمة دولار نيوفندلاند الدولار الكندي بفارق ضئيل.

### كولومبيا البريطانية
في عام 1865، اعتمدت مستعمرة كولومبيا البريطانية دولار كولومبيا البريطانية عملة لها، وذلك على قدم المساواة مع الدولار الكندي. في عام 1871، حيث انضمت كولومبيا البريطانية إلى كندا باعتبارها المقاطعة السادسة، حل الدولار الكندي محل دولار كولومبيا البريطانية.

### جزيرة الأمير إدوارد
في عام 1871، اعتمدت جزيرة الأمير إدوارد النظام العشري ضمن وحدة الدولار الأمريكي واستحدثت العملات المعدنية من فئة سنت واحد، إلا أنه جرى ضم عملة جزيرة الأمير إدوارد إلى النظام الكندي بعد فترة وجيزة، وذلك عقب انضمام جزيرة الأمير إدوارد إلى دومينيون كندا في عام 1873.

## وصلات خارجية
- New Canadian $100 Bank Note (2011) YouTube Video
- Royal Canadian Mint
- Canadian Paper Money A resource for those interested in learning about and collecting Canadian paper currency
- Maple Leaf Web: The Canadian Dollar: Nature and Impacts of Canadian Exchange Rates
- الأوراق النقدية التاريخية والحالية في كندا (بالإنجليزية) (بالفرنسية) (بالألمانية)

### بنك كندا
- Exchange Rate Lookup
- Bank of Canada — bank notes